# Endasys liaoningensis
Endasys liaoningensis är en stekelart som beskrevs av Wang, Sun, Ma och Mao-Ling Sheng 1996. Endasys liaoningensis ingår i släktet Endasys och familjen brokparasitsteklar. Inga underarter finns listade i Catalogue of Life.